# Сітор Сітуморанг
Сітор Сітуморанг (2 жовтня 1923 — 21 грудня 2014) — індонезійський поет, есеїст і автор коротких оповідань.
Розглядається нідерландським дослідником індонезійської літератури і критиком A. Teeuw як найвидатніший поет індонезійського Покоління 45 після смерті Хайріла Анвара. Член товариства Лекра.
Працював як журналіст і літературний критик в Медані, Джокьякарті і Джакарті для різних газет і періодичних видань.
Незважаючи на європейський вплив, він був прив язаний до рідної культури батаків.

## Ранні роки
Народився  у 1923 році в Харіанбохо, Північна Суматра. Згодом переїхав вчитися в Джакарту. Після закінчення навчання поїхав до США для подальшого вивчення кінематографа в Університеті Каліфорнії (1956-57).
В період його юності Індонезія перебувала під владою Нідерландів і європейська освіта надавалася лише невеликій частині населення. Під час навчання у середній школі він вивчав переважно європейську літературу і нідерландську мову, що викликало у нього занепокоєння і сформувало почуття націоналізму. Коли йому було 15, він переклав поему «Saijah і Adinda» — частину роману Мультатулі «Макс Гавелар, або Кавові аукціони Нідерландського торговельного товариства» з нідерландської  мови на батацьку, яка була для нього рідною, незважаючи на те, що його рівень нідерландської був досить обмежений для такого роду літератури. Це стало відправною точкою його інтересу до літератури. Він почав читати дедалі більше індонезійської і західної літератури, став натхненно працювати в цьому напрямку, щоб стати письменником.

## Творчість

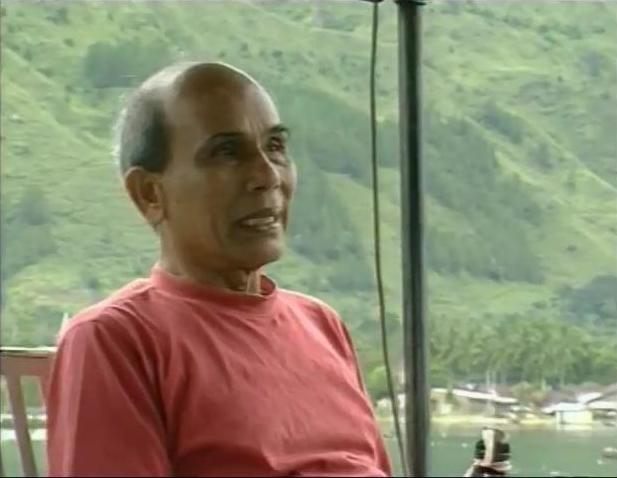
Сітор Сітуморанг у 1990-ті

Кар'єру в якості журналіста розпочав в Північній Суматрі в періодичних виданнях Suara Nasional (1945—1946) і Waspada (1947). Був переведений на роботу в Джокьякарті (1947—1948) і пізніше працював на Berita Indonesia and Warta Dunia (1957).
Його перший вірш «Kaliurang» (Земля) був написаний в 1948 році в стилі Pujangga baru і опублікований в Siasat. Через десять років він переклав «Saijah і Adinda» з роману Мультатулі «Макс Гавелар, або Кавові аукціони Нідерландського торговельного товариства». У тому ж році він написав відгук на Gema Tanah Air («Ехо Батьківщини»)  — антологію, складену Г. Б. Яссіном.
В 1954 опублікував збірку віршів Surat Kertas Hijau («Листи на зеленому папері»), в якій висловив свою емоційну та інтелектуальну кризу любові і національної ідентичності.
Ця публікація зробили його відомим і шанованим поетом.
Його погляди сформувалися під глибоким впливом французького екзистенціалізму початку п'ятдесятих років, а його поетичні форми мають значну схожість з французьким символізмом.
Починаючи з 1950 року, він бере активну участь у культурній полеміці, особливо щодо форми і напряму індонезійської культури. Був одним зі співрозмовників афроамериканського письменника Річарда Райта  під час його подорожі в Індонезію на Азіатсько-африканську конференцію 1955 року. Він став провідним членом Інституту національної культури (Lembaga Kebudayaan Nasional /LKN), який був тісно пов'язаний з Сукарно, тогочасним президентом Індонезії. У 1967 році, після падіння режиму Сукарно в 1965, він був без суду кинутий до в'язниці і перебував там до 1976 року.

## Викладацька діяльність
Викладав індонезійську мову в Лейденському університеті в Нідерландах у 1982—1990 роках.

## Смерть
Помер 21 грудня 2014 року у віці 91 рік в своєму будинку в місті Апелдорн, Нідерланди.

## Нагороди
- Національна літературна премія (1955)
- Премія Ради мистецтв Джакарти (1976)

## Твори
Збірки поезій:
- Листи на зеленому папері (Surat Kertas Hijau). 1953.
- Серед віршів (Dalam Sajak). 1955
- Безіменне обличчя (Wajah Tak Bernama). 1956
- Нове століття (Zaman Baru). 1961
- Стіна часу (Dinding Waktu). 1976
- Карта подорожі (Rindu Kelana). 1976
- Париж вночі. 2001.
- Зб. есе «Революційна література» (Sastra Revolusioner). 1965

П'єси:
- Перлинна дорога.
- Остання оборона. 1954
- Кам'яний острів. 1954
- Зб. оповідань Бій і сніг в Парижі. 1956